# 横川重次
横川 重次（よこかわ じゅうじ、1894年（明治27年）11月9日 - 1964年（昭和39年）9月11日）は、日本の実業家、政治家。衆議院議員（8期）。埼玉県多額納税者。武蔵野銀行相談役。

## 経歴
埼玉県比企郡大河村腰越（現・小川町）出身。横川宗作の長男。旧制早稲田中学を経て1917年、早稲田大学大学部文学科哲学科卒業。ドイツに留学し、ベルリン大学で社会学を専攻した。1924年、家督を相続した。
農業、製材業を営み埼玉県多額納税者となった。大河村信用組合長、小川無尽、横川製材各社長、武州本場絹織物工業、比企繭販売利用各組合長などをつとめた。
1927年3月28日、第15回衆議院議員総選挙の埼玉県第3区補欠選挙で衆議院議員に当選。立憲政友会に所属した。1931年、犬養内閣が成立すると、商工大臣秘書官に任じ、従五位に叙せられる。1939年、阿部内閣商工政務次官に就任した。
1945年に日本林業会長となる。戦後、公職追放となり、1951年に追放解除された。追放解除後は1952年の第25回衆議院議員総選挙と1955年の第27回衆議院議員総選挙で2回当選した。1952年8月7日、日本共産党の人物に襲撃され、重傷を負った（横川元代議士襲撃事件）。1952年に武蔵野銀行取締役となり、1957年に相談役となる。

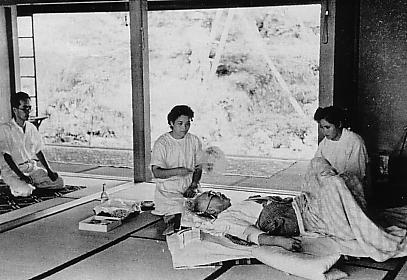
襲撃後、自宅療養中の横川

## 人物
横川には「会って話してこんな気持ちのいい人はない」という定評があった。清浄で、うそがいえない性格であった。貴族院多額納税者議員選挙の互選資格を有した。
宗教は浄土宗。趣味は囲碁。住所は埼玉県比企郡大河村腰越（現・小川町）、東京市豊島区池袋。

## 家族・親族
横川家
横川家は埼玉県比企郡腰越村（現・小川町）の旧家、名望家である。
- 祖父・利家 - 戸長、連合戸長をつとめた[14]。
- 父・宗作（1864年 - 1924年、素封家[2]、篤農家[15]、農林業、埼玉県会副議長[14]）
- 母・ハナ（群馬、澁澤六三の二女）[4]
- 姉
  - いつ（東京、吉田丹次兵衛の妻）[4]
  - タネ（埼玉、遠藤柳作の妻）[4]
- 弟・直（埼玉、岩澤よしの養子）[4]
- 妻・マスエ（1898年 - ?、埼玉、下田純一郎の六女）[4]
- 長男[3]
- 二男[3]
- 三男[3]
- 四男[3]
- 五男[3]
- 六男[3]
- 長女[3]

親戚
- 遠藤柳作（官僚、政治家） - 姉の夫。
- 根岸武香 (貴族院議員)